# 28 Рака
28 Рака (лат. 28 Cancri) — переменная звезда, которая находится в созвездии Рака. Звезда удалена от Земли на расстояние примерно 271 светового года и имеет видимую звёздную величину +6,1. Это горячий жёлто-белый карлик спектрального класса F главной последовательности.

## Характеристики
28 Рака имеет массу, превышающую солнечную, в 2,4 раза, радиус в 2,8 раза превышает солнечный. Светимость звезды в 21,5 раза мощнее светимости Солнца, температура поверхности составляет примерно 7450 Кельвинов. 28 Рака удаляется от Земли со скоростью 9 км/с.